# Unquillo
Unquillo is een plaats in het Argentijnse bestuurlijke gebied Colón in de provincie Córdoba. De plaats telt 15.369 inwoners.

## Geboren
- David Nalbandian (1 januari 1982), tennisser